# 香西元載
香西 元載（こうざい もととし）は、戦国時代の武将。讃岐国勝賀城主。香西元政の子。

## 出自
香西氏は累代細川氏に仕え細川四天王と称され、同族の新居氏、羽床氏、植松氏を従え、東讃の守護代であった安富氏を凌ぐ勢力を誇ったが、天文22年（1553年）、先代・香西元政の時に三好長慶の弟・実休、十河一存に攻められ降伏し、元載は十河一存に仕えた。

## 略歴

### 久米田の戦い・教興寺の戦い
永禄5年（1562年）、香川氏、奈良氏、安富氏、寒川氏と共に和泉国岸和田城に入り、三好実休に率いられ讃岐衆として畠山高政と戦ったが敗れている（久米田の戦い）。
しかし、続いて行なわれた教興寺の戦いにおいては、幼年の十河存保を補佐として讃岐勢を率い軍功を挙げた。

### 本太城合戦
その後、元載は備前国児島（当時は半島でなく島）の本太城を攻め戦死した（本太城合戦）。
永禄11年の本太城合戦
永禄11年（1567年）7月、浦上宗景とその家臣・宇喜多直家は、三村氏との明善寺合戦に勝利し、備前から三村元親・毛利元就の勢力を駆逐した。一方、畿内では同年10月、織田信長が上洛し、三好勢は阿波国に撤退している。同年、香西氏は本太城を攻めたが、香西又五郎（元載と同一人物との説がある）が小早川隆景（毛利氏）の傘下に居た村上元吉の家臣、島吉利に敗れ戦死している。
元亀2年の本太城合戦
永禄12年（1568年）9月頃、宇喜多直家が織田信長と結び浦上宗景から離反したが、織田の援軍はすぐに播磨国を去ったため、宇喜多直家は年内に降伏し、再度、浦上宗景に臣従した。その後、永禄13年（1569年）10月、浦上宗景と宇喜多直家は、大友宗麟･尼子勝久と通じ、毛利氏と敵対する。元亀元年（1570年）10月、浦上宗景は三好氏と結び、播磨三木城を攻撃。同月、宇喜多直家は毛利氏傘下の備前幸山城を攻撃した。
元亀2年（1571年）2月、本太城を擁する村上武吉も浦上宗景と結び毛利家から離反した。小早川隆景は即座に本太城討伐の兵をあげ、同年4月には、本太城を陥としている。
『南海通記』による記録では、元亀2年春、元載は、小早川隆景と同盟を結び浦上方の児島を攻める為、三千五百の兵を率い渡海した。児島日比浦の国人・四宮隠岐守の案内で備前児島に上陸、賀陽城（通生）を落とし、香西家重臣の植松往正が敵将の吉田右衛門尉を討ち取った。しかし、続いて本太城を攻めたところ、霧の中で守備兵の反撃に遭い香西元載は戦死した。

### 没後
香西氏は、元載の子・香西佳清が継いだ。佳清は、元亀元年（1570年）9月、野田・福島の戦いに三好三人衆方として参陣した折、疱瘡に罹り失明している。
その後、元亀2年（1571年）5月、浦上宗景と宇喜多直家の要請を受けた三好家の重臣・篠原長房が阿波・讃岐の軍勢を率い児島に侵攻した。小早川隆景は粟屋就方に兵を与えて児島の救援に向かわせたが、浦上宗景と宇喜多直家の兵と篠原長房率いる阿波水軍衆に惨敗を喫した。